# 青葉町 (宮崎市)
青葉町（あおばちょう）とは、宮崎県宮崎市内の地名。中央東地域自治区に属している。郵便番号は880-0842。

## 地理
宮崎市の中心部、中央東地域自治区に属する。市道大島通りに沿い、ロードサイド店舗が並ぶほか、住宅・マンション等が並ぶ。南部は市営墓地となっている。
北を下原町、東を吉村町、南東を大和町、西を宮崎駅東3丁目と接する。

## 歴史
- 昭和20年頃 - 吉村町から青葉町が成立。
- 2004年 - 堀川町・浄土江町・昭和町・宮脇町・大和町・青葉町のそれぞぞれ一部をもって、宮崎駅東1丁目-3丁目が成立。

## 世帯数と人口
2023年（令和5年）9月1日現在の世帯数と人口は以下の通りである。
| 町丁   | 世帯数  | 人口  |
| ------ | ------- | ----- |
| 青葉町 | 341世帯 | 511人 |

## 小・中学校の学区
市立小・中学校に通う場合、学区は以下の通りとなる。
| 町名         | 小学校             | 中学校               |
| ------------ | ------------------ | -------------------- |
| 青葉町の一部 | 宮崎市立江平小学校 | 宮崎市立宮崎東中学校 |
| 青葉町の一部 | 宮崎市立檍小学校   | 宮崎市立檍中学校     |

## 交通

### バス
宮交グループの運営するバスが営業している。